# Empfindliche Wahrheit
Empfindliche Wahrheit (Originaltitel: A Delicate Truth) ist ein Roman von John le Carré. Er spielt vor dem Hintergrund des Kriegs gegen den Terror und thematisiert die weitreichende Bespitzelung durch Geheimdienste ebenso wie die Einbindung von privaten Sicherheitsunternehmen in die Terrorbekämpfung und die Vertuschung von „Kollateralschäden“. Held des Romans ist ein Regierungsmitarbeiter, der aus Gewissensgründen zum Whistleblower wird.
Die Originalausgabe erschien am 25. April 2013, die deutsche Übersetzung von Sabine Roth am 18. November 2013 beim Ullsteinverlag in Berlin.

## Inhalt
Auf Gibraltar findet eine geheime Operation von britischen Soldaten und Söldnern des fiktiven privaten amerikanischen Sicherheitsdienstes „Ethical Outcome“ statt. Ziel: „Punter“, ein Waffenhändler mit Verbindung zum islamistischen Terrorismus, soll festgenommen und in die USA gebracht werden. Die Organisatoren der Operation sind Jay Crispin, Chef von Ethical Outcome (eine Anspielung auf das private Sicherheits- und Militärunternehmen Executive Outcomes), sowie Fergus Quinn, neuer Staatsminister des britischen Foreign Office. Als Kontaktmann für das britische Ministerium fungiert Christopher Probyn, ein altgedienter Angehöriger des Foreign Office.
Punter wird in einem Gebäude an der Küste vermutet. Aufgrund der unklaren Lage sprechen sich Probyn und die britischen Soldaten gegen das Stürmen des Gebäudes aus, geben jedoch schließlich dem Druck von Quinn nach und führen die Operation durch. Dem zurückgebliebenen Probyn wird anschließend vermittelt, die Operation sei ein Erfolg gewesen.
Zweiter Erzählstrang, zeitgleich: Toby Bell, persönlicher Referent von Quinn, erfährt von Gerüchten um einen vertuschten Skandal, der sich vor Jahren um Quinn, damals noch im Verteidigungsministerium, abgespielt haben soll. Bei seinen Versuchen, mehr darüber zu erfahren, stößt Bell jedoch auf eine Mauer des Schweigens. Auch sein Freund und Mentor Giles Oakley rät ihm dringend ab, sich mit der Angelegenheit weiter zu befassen.
Misstrauisch geworden, zeichnet Bell heimlich eine Besprechung Quinns mit Probyn und Jeb, dem Leiter des (zu diesem Zeitpunkt noch bevorstehenden) britischen Einsatzes auf Gibraltar, auf. Er kann mangels weiterer Informationen die besprochene Operation jedoch nicht zuordnen.
Jahre später: Probyn, mittlerweile im Ruhestand, trifft auf einem Jahrmarkt zufällig Jeb und erfährt die Wahrheit über die Operation: Punter wurde nicht gefasst, stattdessen kamen eine marokkanische illegale Einwanderin und ihr kleines Kind zu Tode. Da Jeb an der Vertuschung des Falls nicht mitwirken wollte, wurde er unehrenhaft aus der Armee entlassen.
Zutiefst erschüttert, nimmt Probyn Kontakt mit Bell auf. Sie beschließen, den Fall an die Öffentlichkeit zu bringen.
Probyn wird jedoch bei seinem Versuch, die Behörden zu einer Ermittlung zu bewegen, abgewiesen; man droht ihm, ihn selbst vor Gericht zu bringen.
Bell wird in seiner Wohnung überfallen und zusammengeschlagen, um ihn einzuschüchtern und von weiteren Schritten abzuhalten.
Kurz darauf trifft überraschend ein Paket bei ihm ein. Es enthält zusätzliche Information zu dem Zwischenfall, die sein Mentor Oakley, offenbar von Gewissensbissen geplagt, für Bell zusammengestellt hat.
Mit letzter Kraft schleppt sich Bell, begleitet von seiner Helferin Emily, zu einem Internetcafé, von wo aus er seine und Oakleys Informationen den führenden internationalen und nationalen Medien sowie der Pressestelle des Außenministeriums zuspielt. Das Buch endet damit, dass sich von allen Richtungen Sirenengeheul nähert.

## Kritiken
Das Buch erhielt überwiegend positive Kritiken.
Die Süddeutsche Zeitung lobt le Carrés „Kunst, […] die Akteure seiner spannenden Geschichten als Menschen zu schildern, mit denen der Leser allmählich bekannt gemacht wird.“
Für die Berliner Zeitung ist der Roman „ein Meisterwerk“. Le Carré habe mit seinem Werk „wahrhaft den perfekten Zeitpunkt getroffen“ und lasse „alle derzeitigen Versuche, dem alten Spionagethriller neue, auch nostalgische Seiten abzugewinnen, weit hinter sich.“